# Cattleya boissieri
Cattleya boissieri är en orkidéart som beskrevs av R.Hogg. Cattleya boissieri ingår i släktet Cattleya och familjen orkidéer.
Artens utbredningsområde är Colombia. Inga underarter finns listade i Catalogue of Life.